# 宽脉珠子木
宽脉珠子木（学名：Phyllanthodendron lativenium）为大戟科珠子木属下的一个种。

## 扩展阅读
- 維基物種上的相關：宽脉珠子木